# 盧科韋茨 (切爾尼戈夫州)
51°42′34″N 32°17′53″E / 51.70944°N 32.29806°E
盧科韋齊（烏克蘭語：Луковець），是烏克蘭北部的村莊，隸屬切爾尼希夫州的科留基夫卡區。該村面積0.54平方公里，海拔高度152米，2001年人口32，人口密度每平方公里59.8人。